# يواكيم بينهيرو
يواكيم بينهيرو (بالبرتغالية: Joaquim Pinheiro‏) هو منافس ألعاب قوى برتغالي، ولد في 20 ديسمبر 1960.

## وصلات خارجية
- يواكيم بينهيرو على موقع الاتحاد الدولي لألعاب القوى (الإنجليزية)
- يواكيم بينهيرو على موقع الاتحاد الأوروبي لألعاب القوى (الإنجليزية)
- يواكيم بينهيرو على موقع أوليمبيديا (الإنجليزية)